# シェルアカウント

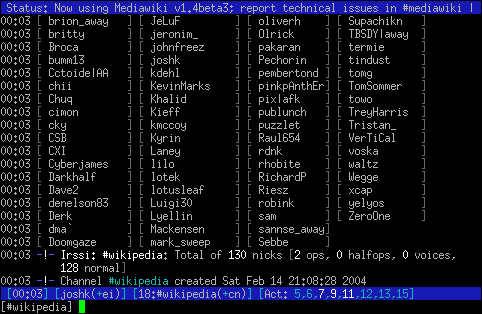
シェルサーバーで実行されているirssi IRCクライアント

シェルアカウントは、伝統的にはUnixオペレーティングシステムで実行される、リモートサーバー上のユーザーアカウントである。アカウントを持っていれば、telnetやSSHなどのコマンドラインインターフェイスのプロトコルを介して、リモートシェルにアクセスすることができるようになる。 
シェルアカウントがアクセス可能になったのは、一般の興味のあるユーザーに対して、インターネットサービスプロバイダー（Netcom（USA）、Panix 、The WorldおよびDigexなど）が提供したのが最初である。まれに、個人が雇用主または大学を通じてシェルアカウントにアクセスできる場合もあった。それらは、ファイルストレージ、Webスペース、電子メールアカウント、ニュースグループアクセス、およびソフトウェア開発に利用された。 
シェルプロバイダーは、シェルアカウントを低コストまたは無料で提供することがよくある。こうしたシェルアカウントは通常、コンパイラ、IRCクライアント、バックグラウンドプロセス、FTP、テキストエディター（nanoなど）および電子メールクライアント（pineなど）を含むさまざまなソフトウェアおよびサービスへのアクセスをユーザーに提供している。一部のシェルプロバイダーは、企業ファイアウォールをバイパスするために、トラフィックのトンネリングを許可している場合もある。 